# Geaya plana
Geaya plana is een hooiwagen uit de familie Sclerosomatidae.